# Dolla (grup musical)
Dolla és un grup de música de Malàisia format amb quatre noies el 2019 per Universal Music Malaysia. El grup és conegut per les seves composicions vocals i coreografies. Va presentar el seu senzill de debut «Dolla make you wanna» el 20 de març de 2020.
Dolla es va crear l'agost de 2019 mitjançant audicions. Les membres del grup no es coneixien abans de la formació del grup. Va guanyar l'atenció del públic abans del debut per la seva actuació a la #RapstarEra Final a The Bee Republika.
El 13 de novembre de 2021 Dolla va ser nominat als 34è Bintang Popular Berita Harian Awards en la categoria d'artista revelació i va guanyar en aquesta categoria, convertint-se en el primer grup totalment femení a guanyar el premi.

## Discografia
- Dolla: Mini Album (EP, 2022)

## Filmografia
- Dolla: Watch Me Glow (Astro Citra, 2021)